# Natrijska svjetiljka
Natrijska svjetiljka je žarulja ili cijev s električnim izbojem u natrijevim parama, što je praćeno emisijom svjetlosti.

## Niskotlačna natrijska svjetiljka
U niskotlačnoj natrijskoj svjetiljci uz natrijeve pare nalazi se i pomoćni plin (neon). Svjetiljka ima veliku svjetlosnu učinkovitost (do 200 lm/W) i dugi vijek trajanja (više od 5000 sati), emitira karakterističnu žutu svjetlost (dublet spektralnih linija približne valne duljine 589 nm), a zbog monokromatske svjetlosti pogodna je za uporabu samo ondje gdje reprodukcija boja nije bitna (ulice, trgovi, autoceste).

## Visokotlačna natrijska svjetiljka
Visokotlačna natrijska svjetiljka punjena je natrijevim i živinim parama te plemenitim plinom, nešto je manje svjetlosne učinkovitosti (120 lm/W), ali radi na višoj temperaturi i emitirana svjetlost nije monokromatska, već uz žuti sadrži i crveni i zeleni dio spektra, pa se, osim za prometnice, može rabiti i za osvjetljavanje industrijskih pogonâ.